# Blue Note (Paříž)
Blue Note byl jazzový klub v Paříži fungující v 50. a 60. letech 20. století.

## Dějiny
Ben Benjamin, bývalý majitel podniku Mars Club (rue Robert-Estienne č. 6), otevřel Blue Note v červnu 1958 v prostorách bývalého jazzového klubu, který založil Sugar Ray Robinson v rue d'Artois v 8. obvodu.
Po otevření pozval kytaristu Jimmyho Gourleyho, aby se zde vystupoval. Na podzim roku 1958 zde vystupoval Zoot Sims, po něm na konci roku 1958 Stan Getz a Eddy Vartan.
Bubeník Kenny Clarke, který žil v Paříži, začínalhrát každý večer v Blue Note od 11. ledna 1959.
Od ledna do března, pár týdnů před svou smrtí, klub přivítal Lestera Younga, doprovázeného Budem Powellem a Pierrem Michelotem, trio s názvem „The Three Bosses“.
Od roku 1959 v Blue Note vystupovali mj. Chet Baker, Don Byas, Charlie Byrd, Donald Byrd, Sonny Criss, Booker Ervin, Lola Braxton, René Urtreger, Sonny Stitt, Sarah Vaughan, Victor Feldman, Jimmy Giuffre, Gerry Farmerligan, Art Dexter Gordon, Jay Jay Johnson, Jimmy Smith, Jean-Luc Ponty, Elvin Jones, Lee Konitz, Sonny Rollins, Sahib Shihab, Lucky Thompson, Bernard Lubat, Nathan Davis, Andy Bey, Lou Bennett, Mal Waldron, Ben Webster, Cannonball Adderley, Simone Chevalier (Simone Ginibre) nebo Martial Solal.
V roce 1962 celoročně vystupoval v Blue Note Johnny Griffin.
V roce 1966 se Blue Note přeměnil na noční klub a definitivně byl uzavřen v roce 1968.